# Gateway (vesmírná stanice)
Gateway  (dříve: Deep Space Gateway "DSG", nebo taky "LOP-G") je plánovaná vesmírná stanice, která bude umístěna v tzv. cislunárním prostoru poblíž Měsíce. Jedná se o mezinárodní projekt pod vedením NASA, kterého se také účastní Evropská kosmická agentura, Japonsko a Kanada. 
Stanice Gateway má být „bránou“ do hlubokého vesmíru. Cílem je podílet se na přípravě pilotovaného letu na Mars a testování nových technologií. Sloužit také bude pro robotické a pilotované výsadky na povrch Měsíce.

## Plánování a koncepce

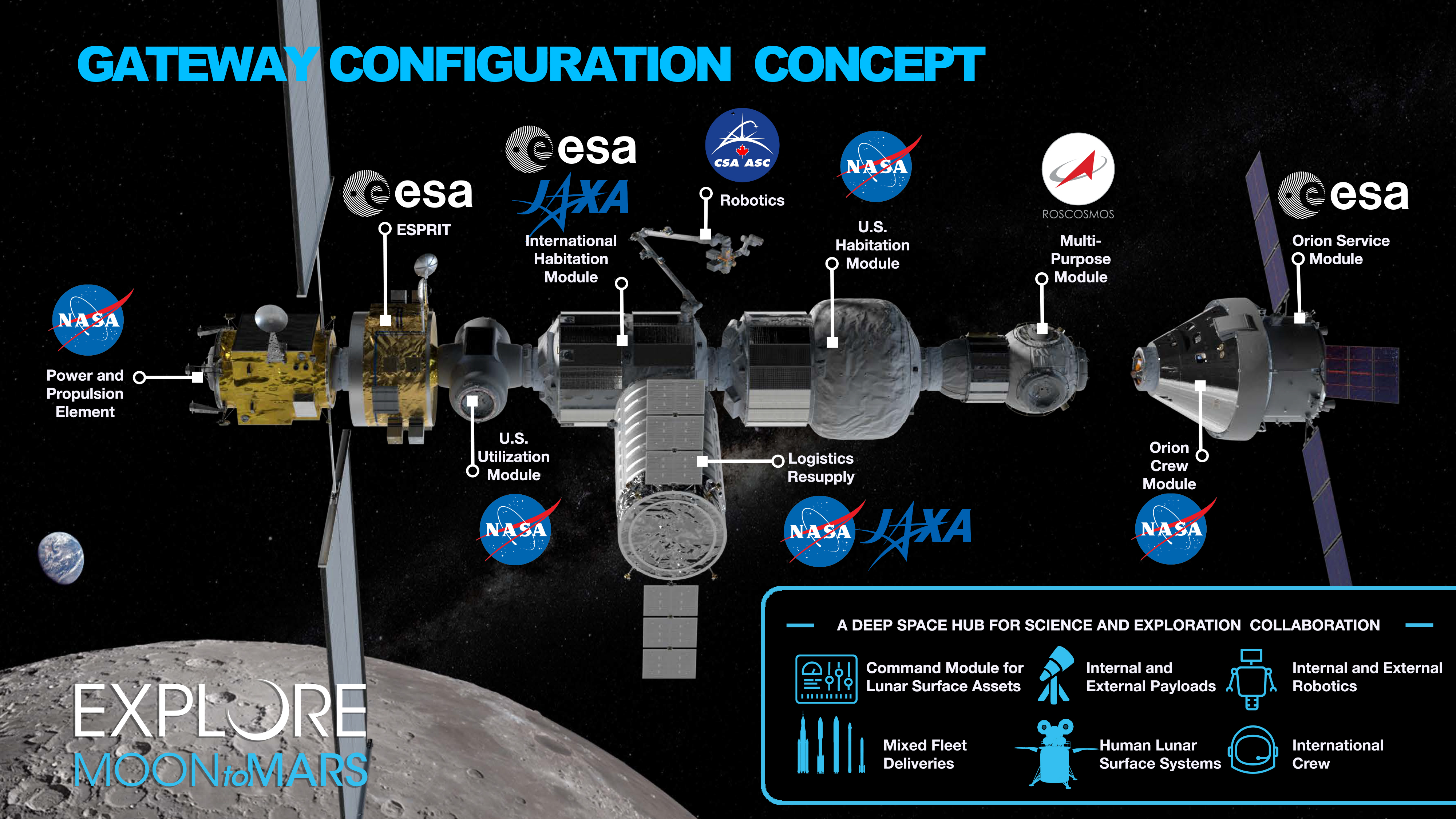
Koncept stanice Gateway představen na zasedání MCB 5. března 2019

Stavba stanice bude založena na dvou prvcích kosmické dopravy, které v současné době vyvíjí NASA: supertěžká raketa Space Launch System (SLS) a kosmická loď Orion. Stanice bude umístěna na oběžnou dráhu kolem Měsíce; konkrétně půjde o dráhu označovanou jako near-rectilinear halo orbit (NRHO). Gateway bude mnohem menší než ISS a na jeho palubě bude 4členná posádka, přičemž stanice nemá být trvale obydlená jako ISS.

### Ruská spoluúčast na projektu
Společné prohlášení o spolupráci mezi NASA a Roskosmosem bylo oznámeno 27. září 2017 na mezinárodním astronomickém kongresu. Podle Roskosmosu mohou být využity také těžké rakety Angara A5 a později i plánovaná supertěžká ruská raketa.
V září 2018 oznámil šéf Roskosmosu Dmitrij Rogozin, že se Rusko pravděpodobně nezapojí do budování stanice Gateway, pokud by na něm hrálo pouze druhořadou roli. Projekt sám Rusko vítá a chce se něm podílet. 5. března 2019 na zasedání Mnohostranné koordinační rady (MCB) byly schváleny plány na další rozvoj stanice Gateway. Byl uvítán záměr každé kosmické agentury, která chce přispět vlastním modulem, prvkem či jinými schopnostmi ke stavbě stanice. Mezi členy MCB patří Spojené státy, Kanada, Evropa, Japonsko a Rusko, které tímto znovu potvrdilo účast na projektu.
V roce 2021 ovšem Roskosmos oznámil, že se na projektu nechce podílet v tak malé míře, a tak projekt opustil. Místo toho bude Roskosmos spolupracovat s Čínou.

## Stavba stanice
Prvním dílem stanice bude pohonný a energetický modul s názvem PPE (Power and Propulsion Element), který postaví společnost Maxar Technologies. Modul bude vybaven solárně elektrickým pohonem a rozvinovacími solárními panely ROSA (Roll Out Solar Array). NASA dodá pro modul anténu pro setkávací a přibližovací operace, dokovací rozhraní a standardizované body pro připojení kanadské robotické paže. Vynesení modulu je plánováno na polovinu roku 2024 společností SpaceX. Společně s modulem PPE bude vynesen i obytný modul HALO.
| Modul | Název mise | Kosmická agentura | Datum vypuštění         | Nosný prostředek          | Poznámka |
| --- | ---------- | ----------------- | ----------------------- | ------------------------- | --- |
| PPE (Power and Propulsion Element) |            | NASA              | 2024 (plán)             | Falcon Heavy              | energetický a pohonný modul |
| HALO (Habitation and Logistics Outpost) |            | NASA              | 2024 (plán)             | Falcon Heavy              | malý obytný modul; bude spojen s modulem PPE ještě na Zemi, aby bylo možné je vynést společně |
| ESPRIT (European System Providing Refueling, Infrastructure and Telecommunications) - HLCS (Halo Lunar Communication System) - ERM (ESPRIT Refueling Module) |            | ESA               | 2024 (plán) 2027 (plán) | Falcon Heavy SLS Block 1B | příspěvek ESA do programu Artemis, skládá se ze dvou částí - komunikačního systému HLCS a tankovacího modulu ERM, HLCS je součástí HALO (tudíž poletí spolu) a ERM je samostatný modul se schopnost doplňování paliva |
| I-HAB (International Habitation Module) |            | ESA JAXA          | 2026 (plán)             | SLS Block 1B              | mezinárodní obytný modul |
| Canadarm3 |            | CSA               |                         |                           | robotické rameno podobné těm, které byly používány na raketoplánech Space Shuttle a na ISS |